# Заговор Тарквиния
Заговор Тарквиния ― согласно ранней римской легенде, сговор между рядом сенаторов и знатных людей Рима, направленный на восстановление на престоле изгнанного царя Луция Тарквиния Гордого. Произошёл в 509 году до н. э и обернулся неудачей: заговорщики были разоблачены и казнены.

### Предыстория

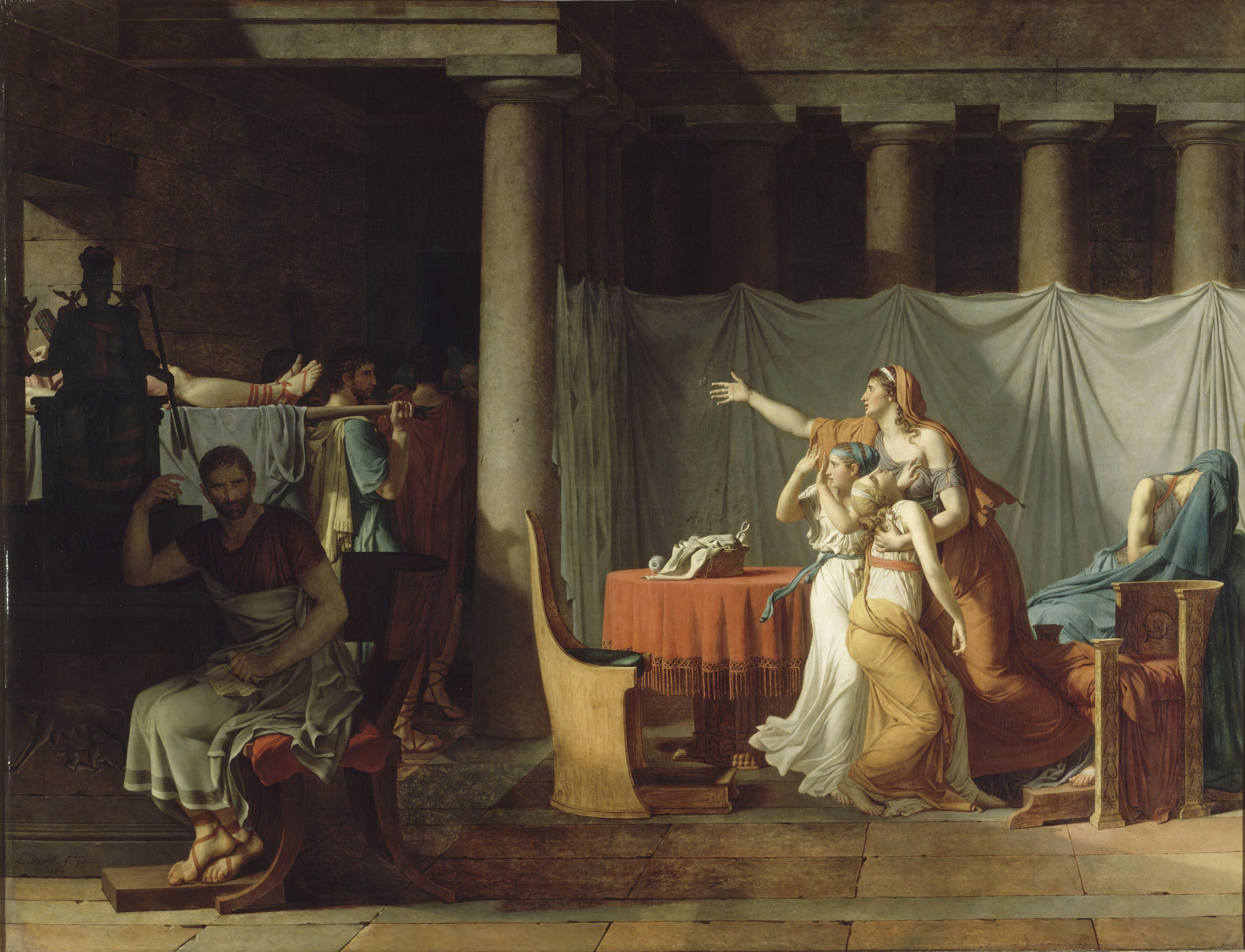
Ликторы приносят Бруту тела сыновей. Жак-Луи Давид (1784)

В 509 году до н. э. в Риме была свергнута монархия в результате всеобщего негодования по поводу поведения царя Тарквиния Гордого и особенно его сына ― Секста Тарквиния, который изнасиловал Лукрецию, римскую женщину благородного происхождения. Государственный переворот возглавил Луций Юний Брут, который и стал первым консулом республики. Царское семейство было изгнано.

### Начало и конец заговора
В том же году послы царской семьи прибыли в Рим, чтобы убедить сенат вернуть царю его имущество, которое было захвачено после переворота. В то время как римский сенат начал обсуждать это предложение, послы параллельно искали сторонников монархии, чтобы составить заговор с целью возвращения Тарквиния в город. Два брата жены Брута из рода Вителлиев, оба из которых были сенаторами, наряду с тремя братьями из рода Аквилиев были главными заговорщиками. К ним присоединились двое сыновей Брута, Тит Юний Брут и Тиберий Юний Брут. В сговоре участвовали и другие знатные люди, однако их имена не называются.
Заговорщикам помешал раб семьи Вителиев, который был свидетелем их встречи в доме своего господина (который, согласно Плутарху, принёс ужасную клятву, принеся в жертву человека и отведав его плоть). Раб предупредил консулов, которые немедленно захватили послов и заговорщиков без особого переполоха.

### Последствия
Послы царской семьи убедили заговорщиков письменно подтвердить свою преданность делу, и поэтому вина заговорщиков ни у кого не вызывала сомнений.
Послы были освобождены из уважения к праву народов. Однако предатели были приговорены к смерти, в том числе и сыновья Брута.
Консулы сидели на трибунале, чтобы засвидетельствовать казнь. Ликторы были отправлены для исполнения наказания. Предатели были раздеты догола, избиты прутами, а затем обезглавлены. Тит Ливий сообщает, что консул Брут время от времени испытывал душевное волнение во время казни своих сыновей, хотя Плутарх пишет, что вёл себя стоически.
Раб, который раскрыл заговор, получил свободу и права состояния римского гражданина, а также денежное вознаграждение.